# Lâcher de ballons
Pour les articles homonymes, voir Lâcher de ballons (homonymie).

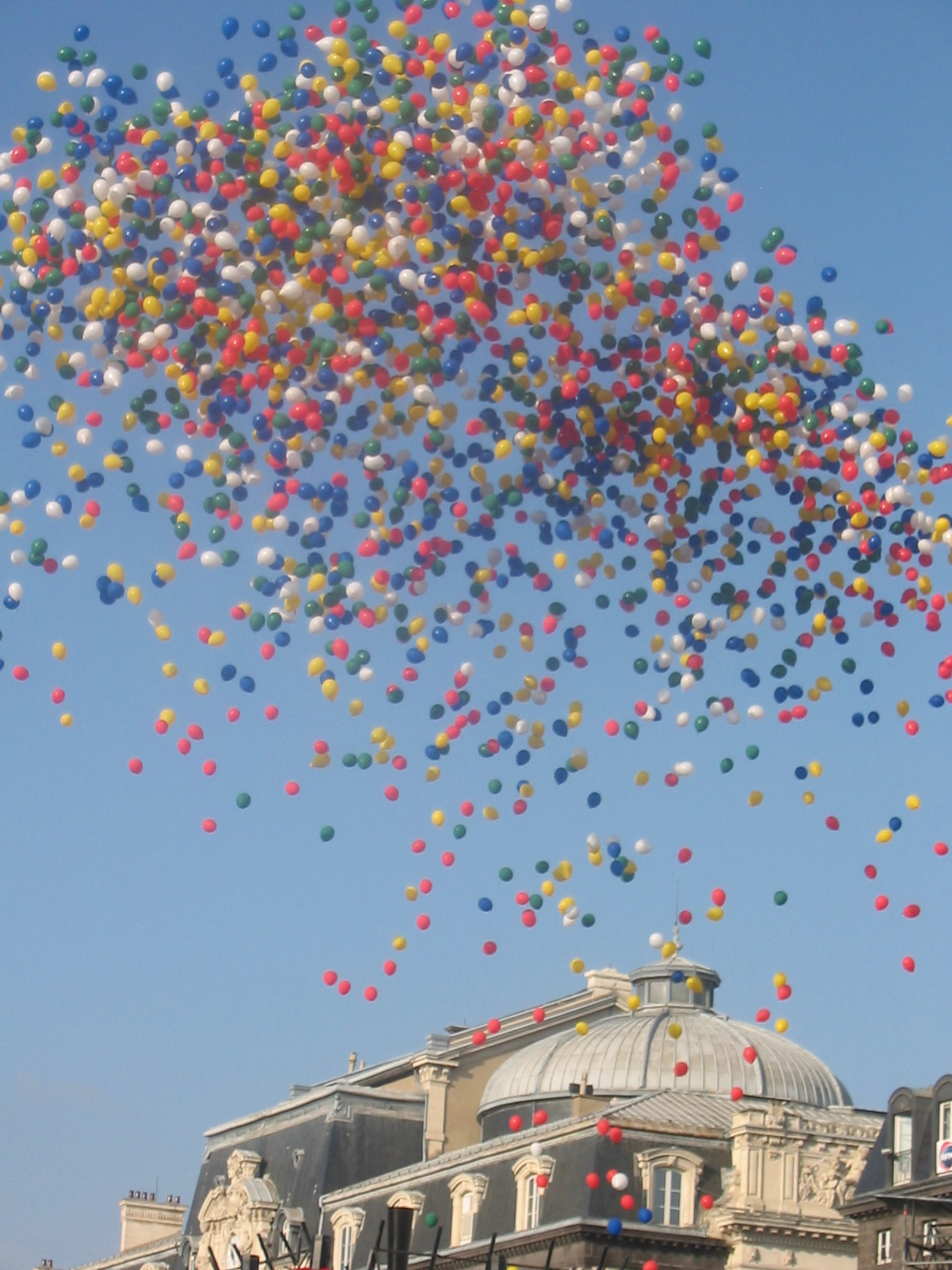
Un lâcher de ballons, place de Jaude, à Clermont-Ferrand, lors de l'inauguration du tramway le 13 novembre 2006.

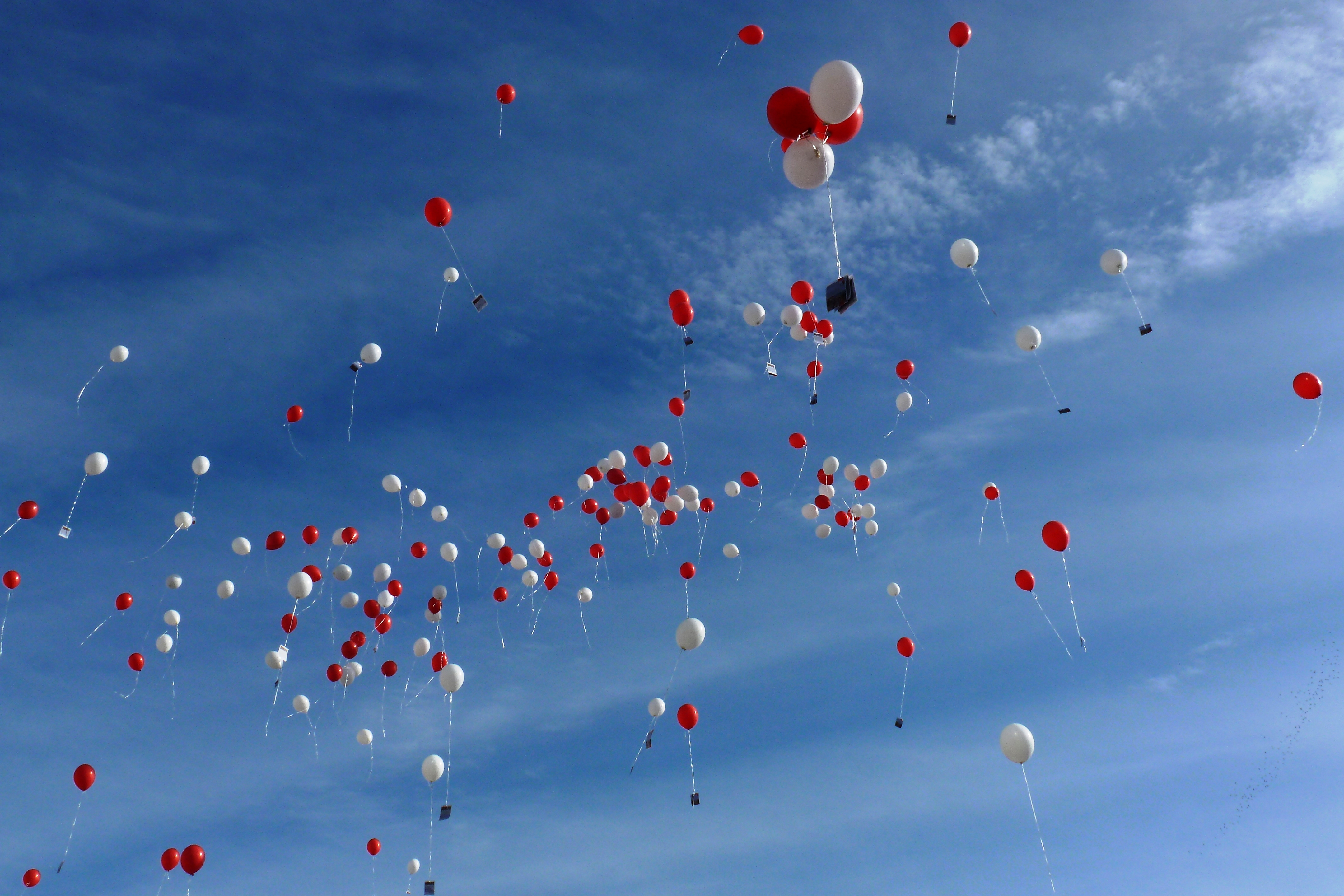
Un lâcher de ballons en Autriche. Septembre 2013.

Un lâcher de ballons est une pratique consistant à laisser s'élever dans les airs un certain nombre de ballons de baudruche, préalablement gonflés avec un gaz plus léger que l'air pour qu'ils puissent s'envoler :  l'hélium, puis à contempler leur éloignement au gré des vents. L'hydrogène est interdit car dangereux étant donné qu'il est inflammable. 
Tout comme les lâchers de pigeons, l'intérêt des lâchers de ballons réside principalement dans leur aspect spectaculaire et symbolique, et à ce titre ils sont souvent organisés pour des événements ou des cérémonies tels que les mariages, des funérailles, des '' gender reveal '' ou les commémorations.
Le lâcher de ballons est une pratique controversée du fait de la pollution importante générée par les ballons en aluminium ou plastique et la mort  d'animaux qui confondent les ballons avec leur nourriture  ou s'entravent dans les ficelles en plastique. Même si certaines informations sont exactes sur certains sites tels que celui de la  campagne Balloon Fact , on peut y lire certaines recommandations  dont voici un extrait : "  
Les ballons en latex sont fabriqués à partir de matières organiques produites par les hévéas et colorées avec des pigments naturels. Pour cette raison, les ballons en latex sont biodégradables   ainsi que photo-dégradables et ne sont pas intrinsèquement mauvais pour l'environnement."  
Il faut savoir que le latex des ballons de qualité provient exclusivement de la sève de l'arbre hévéa. Les ballons utilisés pour les lâchers sont faits de latex naturel et biosourcé, le temps nécessaire à leur biodégradation est équivalent à la vitesse de la feuille de chêne.
Les lâchers de ballons sont parfois interdits par les pouvoirs publics locaux.

## Commémoratif
Dans la majeure partie des cas, les lâchers sont commémoratifs. Ils s'appliquent le temps d'un instant à acter le climax d'un événement se situant en journée. 

## Avec un message
Les lâchers de ballons sont parfois accompagnés d'une compétition ludique, où chaque concurrent se voit attribuer un ballon, le gagnant étant celui dont le ballon aura été porté le plus loin par les vents.
Comme les candidats ne peuvent pas vérifier par eux-mêmes jusqu'où le ballon sera arrivé, le jeu repose sur l'espoir que quelqu'un trouve le ballon lorsqu'il sera tombé à terre et signale à quel endroit. Pour ce faire, chaque compétiteur attache à son ballon un morceau de papier ou une carte postale sur lequel il a inscrit un message demandant à ce qu'on le lui retourne à l'adresse qu'il a indiquée en regard, en précisant le lieu où il a été découvert.
La victoire ne peut être que le fait du hasard, puisque les participants n'ont aucun moyen d'influer sur les différents paramètres décidant du résultat (trajectoire du vol, probabilité qu'une personne trouve le ballon une fois arrivé au sol et, le cas échéant, bon-vouloir de cette personne pour répondre au message).
Cette pratique est un équivalent aérien de la bouteille à la mer. 
Cette technique a également été utilisée comme moyen de transport du courrier, aux tout débuts de la poste aérienne, avec les ballons montés.

## En guerre
Les ballons porteurs de message sont parfois utilisés si le vent est favorable à de la propagande à travers les frontières  comme entre les deux Corées.
Plus récemment, des ballons ont ainsi été lâchés accompagnés de bombes incendiaires pour pénétrer les lignes ennemies à moindre coût.

## Pollution
En France, un million de ballons en latex s’envolent chaque année dans le ciel pour célébrer diverses causes. 70 % montent en quelques heures et explosent à 8 km au-dessus du sol, selon des chiffres de 2008. Les autres se dégonflent en vol, mais tous se retrouvent dans l'environnement et peuvent être ingérés par la faune, c'est pour cela qu'il ne faut employer que des ballons en latex de qualité, et surtout des ficelles en papier. Certaines villes européennes ont adopté des décrets visant à interdire les lâchers de ballons, par crainte d'une pollution des terres ou de la mer. La ville de Port Saint Mary, sur l'île de Man, est une de ces villes. Elle en interdit l'usage en 2018.